# Renata Kokowska
Renata Kokowska (Głubczyn, 4 de dezembro de 1958) é uma ex-fundista polonesa, três vezes campeã da Maratona de Berlim e campeã da Maratona de Amsterdã de 1990.
Venceu as edições de 1988, 1991 e 1993 em Berlim e foi duas vezes campeã nacional polonesa dos 5.000 m em pista, em 1984 e 1986.